# 鹿児島東西幹線道路
鹿児島東西幹線道路（かごしまとうざいかんせんどうろ）は、鹿児島県鹿児島市田上八丁目の鹿児島インターチェンジから同市鹿児島新港（鹿児島港）付近へ至る延長約6kmの地域高規格道路である。
道路利用者へ向けた案内標識上の道路名は、鹿児島東西道路（英称：KAGOSHIMA-TOZAI）とされている。国道3号のバイパスとして建設される。

## 概要
高規格幹線道路の結節点である鹿児島インターチェンジ（九州自動車道、南九州西回り自動車道、指宿スカイライン）と鹿児島市街、鹿児島港を結ぶ道路であり、並行する国道3号鹿児島バイパスの武岡トンネルや鹿児島県道24号鹿児島東市来線で発生している渋滞の緩和を目的に整備されている。
2020年（令和2年）4月現在では、鹿児島東西幹線道路の一部区間である鹿児島ICから甲南IC（仮称）までの区間は、鹿児島東西道路として事業化されている。甲南ICから天保山IC（仮称）までの区間は調査区間となっている。上り線（鹿児島IC方向への北行き）は建部IC～鹿児島IC、下り線（鹿児島市街地方向への南行き）は鹿児島IC～田上ICまでが開通しており、上り線は甲南IC～建部IC（仮称）、下り線は田上IC～甲南IC（仮称）の各区間が事業中である。
構造物としては上り線の田上IC～建部ICの全線が新武岡トンネルであり、建設中の建部IC～甲南IC（仮称）、下り線は田上IC～甲南IC（仮称）についても全線トンネルとなる予定である。
ほぼ終日に亘り激しい渋滞に見舞われていた武岡トンネルの渋滞緩和及び、九州自動車道鹿児島ICへのアクセス改善を目的として2013年（平成25年）9月29日に鹿児島IC - 建部IC（武岡トンネル出口）までの2.2kmの供用を開始した。
事業中の田上インターチェンジから甲南インターチェンジまでの下り線にあたる東西トンネル下り線の工期について、事業主体である鹿児島国道事務所が公表する2020年（令和2年）の説明資料によれば、トンネル立坑工事に3年・シールドトンネル工事に7年～8年・甲南インターチェンジの工事に2年～3年・舗装工事に1年～2年程度かかると想定されている。2022年（令和4年）4月26日の鹿児島テレビの報道によれば、2023年（令和5年）春以降にシールドマシンによる掘削が甲南IC側から開始され、開通は2030年代中盤になる見通しである。

## 沿革
- 1994年（平成6年）12月 - 地域高規格道路の候補路線・計画路線に鹿児島ICから鹿児島市街方面の6kmが指定される[6]。
- 1998年（平成10年） - 鹿児島東西道路の区間が整備区間となる[6]。
- 2001年（平成13年） - 鹿児島ICから甲南ICまでの区間が鹿児島東西道路として事業化される[1][6]。
- 2006年（平成18年）2月22日 - 新武岡トンネル掘削開始。
- 2010年（平成22年）3月19日 - 田上ICフルインター化・鹿児島IC JCT化[7]。
- 2013年（平成25年）9月29日 - 鹿児島IC - 建部IC間の上り線の供用が開始される[1][8][3]。
- 2013年（平成25年）12月20日 - 鹿児島IC - 田上IC間の工事が完了し、田上ICで南九州西回り自動車道と鹿児島県道24号鹿児島東市来線相互間の通行が可能となる[9]。
- 2023年（令和5年）11月4日 - シールドマシン「シールどん」の発進式が行われる[10]。
- 2024年（令和6年）9月9日 - シールドマシンの本格掘削が開始。運搬設備が整い、1日で約10mずつ掘り進められるようになった[11]。
- 2025年（令和7年）4月22日 - 掘削開始から1.2km余り進み、長島美術館の真下付近まで到達していると発表。掘削距離は全体の50%を超えており、2025年の夏から秋にかけて貫通予定であるものの開通時期は未定とした[12]。

## インターチェンジなど
- 施設名欄の背景色が■である部分は施設が供用されていない、または完成していないことを示す。未開通区間の名称は仮称。
- 鹿児島IC - 甲南IC : 国道3号 鹿児島東西道路

| IC 番号                              | 施設名   | 接続路線名                                                | 鹿児島ICから (km) | 備考                       |
| ------------------------------------ | -------- | --------------------------------------------------------- | ----------------- | -------------------------- |
| 29                                   | 鹿児島IC | E3 九州自動車道 E3A 南九州西回り自動車道 指宿スカイライン | 0.0               |                            |
|                                      | 田上IC   | 県道24号鹿児島東市来線 国道3号鹿児島バイパス（下り線）    | 0.4               |                            |
| 新武岡トンネル（上り線のみ、1,513m） |          |                                                           |                   |                            |
|                                      | 建部IC   | 県道24号鹿児島東市来線                                    | 2.2               | 鹿児島IC方面（上り線）のみ |
|                                      | 甲南IC   |                                                           | 3.4               | 事業中                     |
|                                      | 天保山IC | 鹿児島南北幹線道路（予定）                                |                   | 調査中                     |

## 事業区間

### 鹿児島東西道路

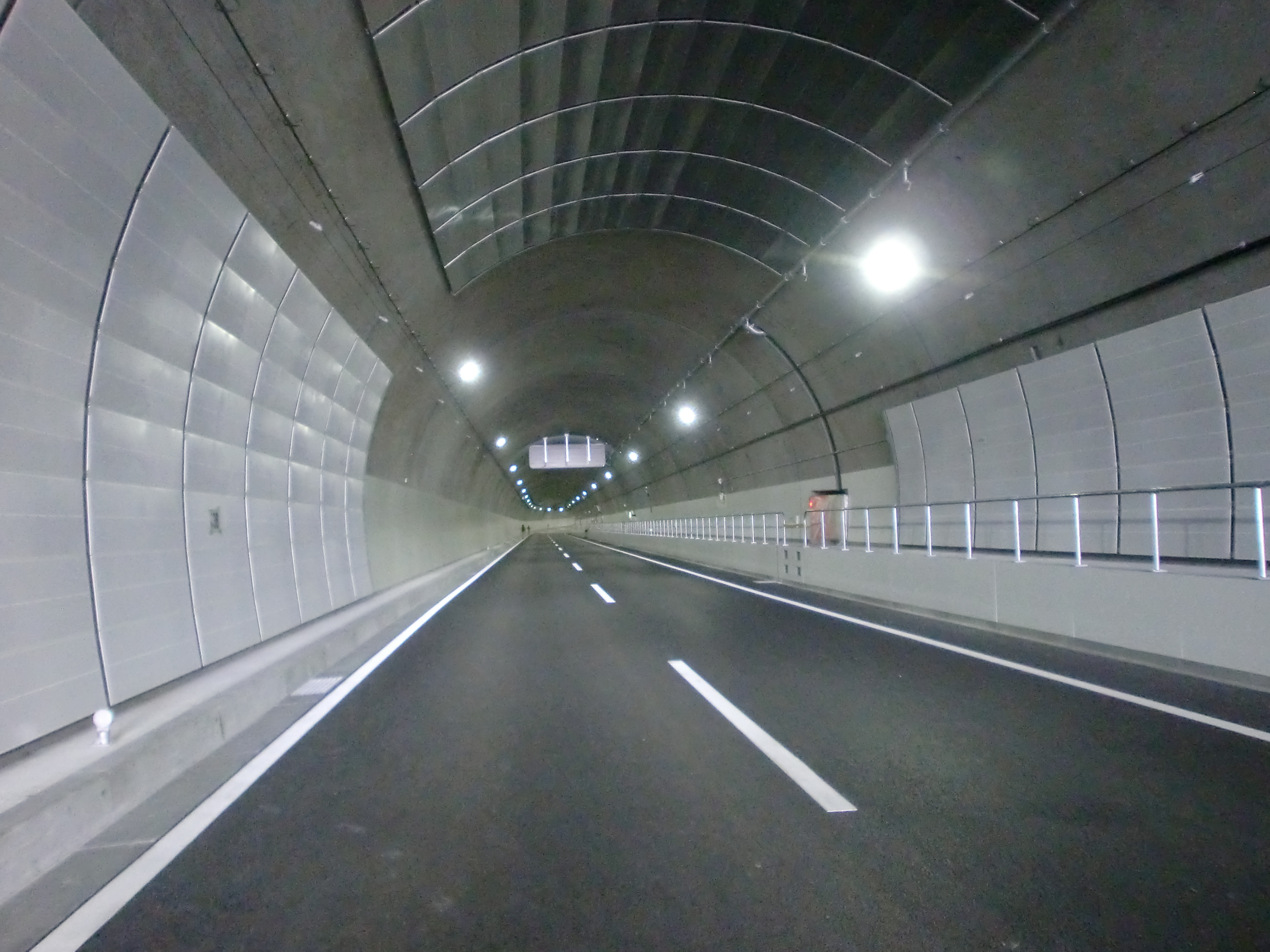
新武岡トンネル（田上ICから建部IC、進行方向反対）

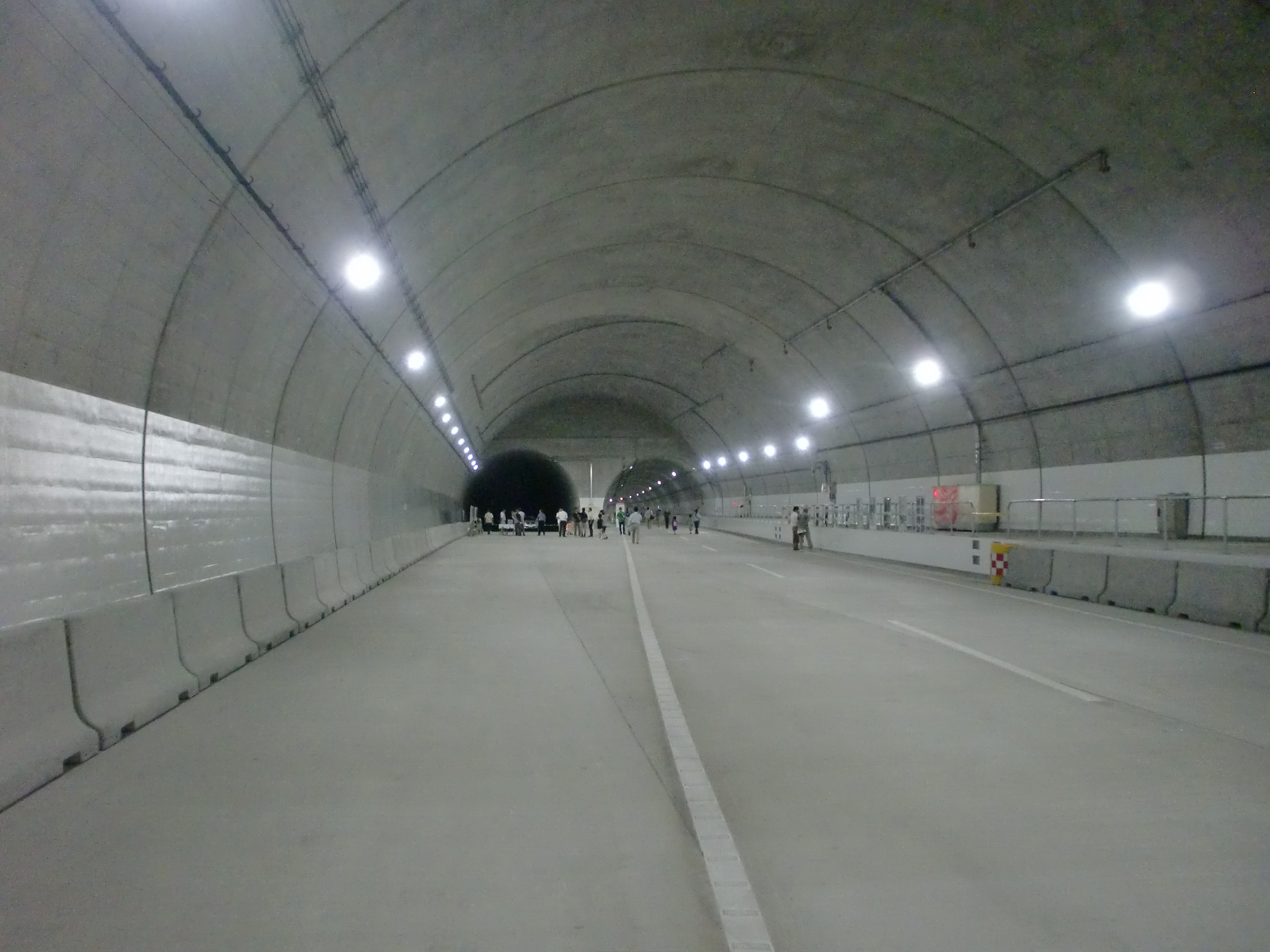
新武岡トンネルの本線と建部ICのランプ（掘削断面積は日本一）

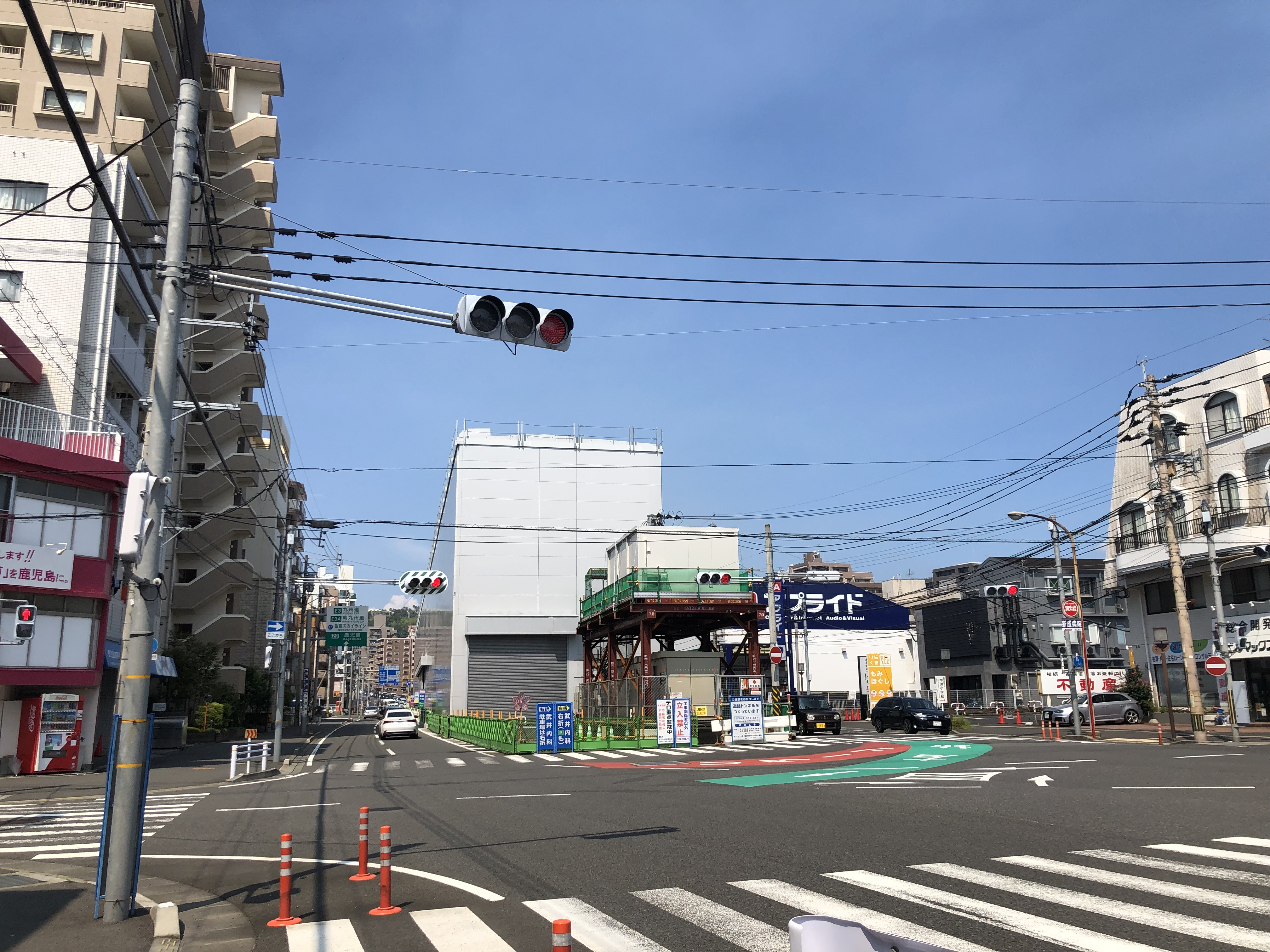
建設中の東西トンネル下り線のトンネル掘削シェルター（2023年9月撮影）

鹿児島東西道路（かごしまとうざいどうろ）は、鹿児島市鹿児島市田上八丁目（鹿児島バイパスを含む）から同市上荒田町に至る予定の、延長3.4 kmの鹿児島東西幹線道路を構成する道路の一つである。鹿児島東西幹線道路のうち、2013年に開通した鹿児島IC - 建部IC（武岡トンネル入口）間とそれより先（地下道路形式）の甲南IC間までの名称である。
2013年に開通した鹿児島IC - 建部IC間は、長期計画の実行というより緊急避難的な色彩が強い。1988年（昭和63年）の九州自動車道鹿児島ICの供用開始以来、鹿児島ICと鹿児島市街地は国道3号鹿児島バイパスの武岡トンネルを介して連絡していたが、武岡トンネルでほぼ終日発生していた慢性的な交通渋滞を緩和するために、新トンネルの建設が先行して進められた。新武岡トンネルの建設とあわせ、今後南九州西回り自動車道の整備が進み、完工に近づくに従い交通量の増加は避けられないことに備え、鹿児島ICのジャンクション部分の車線増と田上IC出入口の増設工事が行われている。新武岡トンネルの完成により、武岡トンネルが鹿児島市街地方向、新武岡トンネルが鹿児島IC方向の一方通行となり、トンネルが4車線化された。
新武岡トンネルは、当初2009年度（平成21年度）の完成を目標としていたが、一度2012年（平成22年）に延期となり、2011年（平成23年）には2013年度（平成25年度）末開通予定に再延期されたが、一転2013年9月29日開通に前倒しされた。
今後、武岡トンネル、新武岡トンネルに続く3本目のトンネル（東西トンネル）を建設し、甲南IC方面への自動車専用道路とする計画である。
路線データ
- 起点 ： 鹿児島県鹿児島市田上八丁目（鹿児島IC）
- 終点 ： 鹿児島県鹿児島市上荒田町（甲南IC、仮称）
- 全長 ： 3.4 km
- 規格 ： 第2種第2級
- 設計速度 ： 60 km/h
- 幅員 ： 8.5 m
- 主な構造物 ： 新武岡トンネル（1,513 m）

## 路線状況

### 車線・最高速度・料金
| 区間              | 車線   | 車線   | 最高速度         | 有料/無料 |
| 区間              | 上り線 | 下り線 | 最高速度         | 有料/無料 |
| ----------------- | ------ | ------ | ---------------- | --------- |
| 鹿児島IC - 田上IC | 2      | 2      | 60 km/h （指定） | 無料      |
| 田上IC - 建部IC   | 2      | 未開通 | 50 km/h （指定） | 無料      |

### トンネル
- 新武岡トンネル（1,513 m）
- 東西トンネル

### 道路管理者
- 国土交通省九州地方整備局鹿児島国道事務所（全線）

## 地理

### 通過する自治体
- 鹿児島県
  - 鹿児島市